# Moataz al-Musa
Moataz Al-Musa, né le 6 août 1987 à La Mecque, est un footballeur international saoudien, évoluant au poste de milieu de terrain.

## Carrière
Al-Musa intègre l'équipe première d'Al-Ahli en 2005. D'abord remplaçant, il gagne du temps de jeu et devient titulaire au sein de l'équipe. Il soulève son premier trophée en professionnel, en 2007, à savoir la Coupe d'Arabie saoudite
En 2010, il inaugure sa première apparition en équipe d'Arabie saoudite et il est sélectionné pour la Coupe d'Asie des nations 2011. Néanmoins, Al-Musa ne joue aucun match de cette compétition et les saoudiens se font sortir dès le premier tour.
La saison suivante, il remporte la King Cup of Champions avec Al-Ahli, qu'il glane également en 2012.

## Palmarès
- Vainqueur de la Coupe d'Arabie saoudite en 2007
- Vainqueur de la King Cup of Champions en 2011 et 2012
- Vainqueur de la Coupe du golfe des clubs champions en 2008.